# Championnats du monde de marathon (canoë-kayak) 2010
Navigation
Championnats du monde de marathon 2009 Championnats du monde de marathon 2011
Les 18e championnats du monde de marathon en canoë-kayak de 2010 se sont tenus à Banyoles, en Espagne du 24 au 25 septembre 2010, sous l'égide de la Fédération internationale de canoë. 

## Podiums

### Sénior

#### K1
| Rang               | Athlète         | Pays           | Temps               |
| ------------------ | --------------- | -------------- | ------------------- |
| Médaille d'or      | Benjamin Brown  | Royaume-Uni    | 2 h 13 min 48 s 32  |
| Médaille d'argent  | Manuel Busto    | Espagne        | 2 h 13 min 50 s 30  |
| Médaille de bronze | Jenkins Leonard | Afrique du Sud | 2 h 13 min 56 s 270 |

| Rang               | Athlète        | Pays      | Temps               |
| ------------------ | -------------- | --------- | ------------------- |
| Médaille d'or      | Renáta Csay    | Hongrie   | 2 h 07 min 14 s 380 |
| Médaille d'argent  | Anna Adamova   | Tchéquie  | 2 h 07 min 41 s 620 |
| Médaille de bronze | Frederike Leue | Allemagne | 2 h 07 min 46 s 780 |

#### K2
| Rang               | Athlète                        | Pays     | Temps               |
| ------------------ | ------------------------------ | -------- | ------------------- |
| Médaille d'or      | Walter Bouzan Alvaro Fernandez | Espagne  | 2 h 06 min 52 s 170 |
| Médaille d'argent  | Jorge Alonso Albert Corominas  | Espagne  | 2 h 06 min 53 s 370 |
| Médaille de bronze | Jakub Adam Michael Odvarko     | Tchéquie | 2 h 06 min 54 s 270 |

| Rang               | Athlète                             | Pays     | Temps               |
| ------------------ | ----------------------------------- | -------- | ------------------- |
| Médaille d'or      | Renata Csay Berenike Faldum         | Hongrie  | 1 h 57 min 30 s 70  |
| Médaille d'argent  | Jeanette Lovborg Birgit Pontoppidan | Danemark | 1 h 57 min 52 s 560 |
| Médaille de bronze | Lisa Sheriff Agnes Brun-Lie         | Norvège  | 1 h 59 min 11 s 830 |

#### C1
| Rang               | Athlète          | Pays      | Temps               |
| ------------------ | ---------------- | --------- | ------------------- |
| Médaille d'or      | Nuno Barros      | Portugal  | 2 h 07 min 13 s 590 |
| Médaille d'argent  | Manuel A. Campos | Espagne   | 2 h 07 min 30 s 530 |
| Médaille de bronze | Matthias Ebhardt | Allemagne | 2 h 07 min 45 s 630 |

#### C2
| Rang               | Athlète                      | Pays    | Temps               |
| ------------------ | ---------------------------- | ------- | ------------------- |
| Médaille d'or      | Oscar Grana Ramon Ferro      | Espagne | 1 h 58 min 16 s 820 |
| Médaille d'argent  | Diego Romero Angel Ribadomar | Espagne | 1 h 58 min 28 s 200 |
| Médaille de bronze | Attila Gyore Marton Kover    | Hongrie | 1 h 59 min 24 s 550 |

### Moins de 23 ans

#### K1
| Rang               | Athlète            | Pays     | Temps               |
| ------------------ | ------------------ | -------- | ------------------- |
| Médaille d'or      | Daniel Salbu       | Norvège  | 1 h 56 min 29 s 400 |
| Médaille d'argent  | Stéphane Boulanger | France   | 1 h 56 min 33 s 660 |
| Médaille de bronze | Fernando Pimenta   | Portugal | 1 h 56 min 56 s 130 |

| Rang               | Athlète         | Pays    | Temps               |
| ------------------ | --------------- | ------- | ------------------- |
| Médaille d'or      | Stefania Cicali | Italie  | 1 h 46 min 18 s 300 |
| Médaille d'argent  | Alexandra Bara  | Hongrie | 1 h 47 min 27 s 610 |
| Médaille de bronze | Eva Barrios     | Espagne | 1 h 47 min 29 s 540 |

#### C1
| Rang               | Athlète          | Pays               | Temps               |
| ------------------ | ---------------- | ------------------ | ------------------- |
| Médaille d'or      | Manuel Garrido   | Espagne            | 1 h 49 min 55 s 170 |
| Médaille d'argent  | Eduard Shemetylo | Ukraine            | 1 h 50 min 50 s 910 |
| Médaille de bronze | Jan Luňáček      | République tchèque | 1 h 52 min 30 s 800 |

### Junior

#### K1
| Rang               | Athlète              | Pays           | Temps               |
| ------------------ | -------------------- | -------------- | ------------------- |
| Médaille d'or      | László Solti         | Hongrie        | 1 h 40 min 42 s 820 |
| Médaille d'argent  | Brandon Van Der Walt | Afrique du Sud | 1 h 40 min 47 s 210 |
| Médaille de bronze | Benjámin Ceiner      | Hongrie        | 1 h 41 min 13 s 110 |

| Rang               | Athlète        | Pays               | Temps               |
| ------------------ | -------------- | ------------------ | ------------------- |
| Médaille d'or      | Zuzana Šerá    | République tchèque | 1 h 29 min 54 s 410 |
| Médaille d'argent  | Susanna Cicali | Italie             | 1 h 29 min 59 s 500 |
| Médaille de bronze | Eniko Vaczai   | Hongrie            | 1 h 30 min 13 s 480 |

#### K2
| Rang               | Athlète                                 | Pays      | Temps               |
| ------------------ | --------------------------------------- | --------- | ------------------- |
| Médaille d'or      | Benjámin Ceiner Bálint Noé              | Hongrie   | 1 h 30 min 23 s 820 |
| Médaille d'argent  | Santiago Mackinnon Juan Ignacio Cáceres | Argentine | 1 h 31 min 24 s 800 |
| Médaille de bronze | Ferenc Dobos Máté Nyemcsok              | Hongrie   | 1 h 32 min 15 s 310 |

| Rang               | Athlète                        | Pays     | Temps               |
| ------------------ | ------------------------------ | -------- | ------------------- |
| Médaille d'or      | Lize Broekx Femke Weckx        | Belgique | 1 h 22 min 34 s 340 |
| Médaille d'argent  | Vanda Kiszli Réka Fenyvesi     | Hongrie  | 1 h 23 min 00 s 410 |
| Médaille de bronze | Linnea Stensils Julia Stensils | Suède    | 1 h 23 min 56 s 300 |

#### C1
| Rang               | Athlète                    | Pays               | Temps               |
| ------------------ | -------------------------- | ------------------ | ------------------- |
| Médaille d'or      | Vojtech Dlouhy             | République tchèque | 1 h 29 min 40 s 230 |
| Médaille d'argent  | Miguel Hernandez Rodriguez | Espagne            | 1 h 30 min 27 s 320 |
| Médaille de bronze | Adam Docze                 | Hongrie            | 1 h 30 min 36 s 130 |

#### C2
| Rang               | Athlète                     | Pays               | Temps               |
| ------------------ | --------------------------- | ------------------ | ------------------- |
| Médaille d'or      | András Bodonyi Viktor Viola | Hongrie            | 1 h 23 min 02 s 170 |
| Médaille d'argent  | Jacek Kaminski Marcin Żołna | Pologne            | 1 h 23 min 24 s 380 |
| Médaille de bronze | Jan Dlouhý Jakub Březina    | République tchèque | 1 h 23 min 39 s 620 |

## Tableau des médailles
| Rang  | Nation         | Or | Argent | Bronze | Total |
| ----- | -------------- | -- | ------ | ------ | ----- |
| 1     | Espagne        | 2  | 4      | 0      | 6     |
| -     | Hongrie        | 2  | 0      | 1      | 3     |
| 3     | Portugal       | 1  | 0      | 0      | 1     |
| -     | Royaume-Uni    | 1  | 0      | 0      | 1     |
| 5     | Tchéquie       | 0  | 1      | 1      | 2     |
| 6     | Danemark       | 0  | 1      | 0      | 1     |
| 7     | Allemagne      | 0  | 0      | 2      | 2     |
| -     | Afrique du Sud | 0  | 0      | 1      | 1     |
| 9     | Norvège        | 0  | 0      | 1      | 1     |
| Total | Total          | 6  | 6      | 6      | 18    |